# Axonhügel
| Aufbau einer Nervenzelle                                                                                 |
| --- |
| Dendrit Zellkörper Axon Axonhügel Zellkern Ranvier- Schnürring Axonterminale Schwann-Zelle Myelinscheide |

Axonhügel oder Ursprungskegel (lat.-anatom. Colliculus axonis; engl. axon hillock) bezeichnet die Ursprungsstelle des Axons bzw. Neuriten am Zellkörper einer Nervenzelle, dem Perikaryon.
Der Axonhügel liegt noch vor dem Initialsegment (Segmentum initiale) und der nachfolgenden Hauptverlaufsstrecke des Axons sowie seinen anschließenden Endverzweigungen. Dieser noch nicht dem eigentlichen Axon zugehörende Bereich des Axonhügels ist frei von Nissl-Schollen.
Der Axonhügel ist der Ort der Entstehung von Aktionspotentialen (AP), die über das Axon fortgeleitet werden, jedoch auch (retrograd) über das Soma in den Dendritenbaum geleitet werden können.

## Histologie
Lichtmikroskopisch setzt sich der Axonhügel bei Färbung mit basischen Farbstoffen als hellbleibende Zone ab.
Elektronenmikroskopisch ist zu erkennen, dass sich der Axonhügel fortsetzt in das als Initialsegment an dieser Stelle noch nicht von Myelin umgebene Präaxon (nur bei Wirbeltieren). Die Dichte der Ribosomen nimmt im Verlauf ab, und die vom Perikaryon in den Neuriten eintretenden Mikrotubuli bilden Bündel, deren Ausdehnung bis zum Ende des Initialsegmentes reicht. Bis dahin erstreckt sich auch eine dichte Schicht (engl. dense layer), die sechs bis zehn Nanometer unterhalb der Plasmamembran bzw. des Axolemms liegt. Sind am Initialsegment Synapsen ausgebildet, so fehlt die dense layer an diesen Stellen.

## Funktion
Der Axonhügel ist der wesentliche Summationsort von postsynaptischen Potentialen, für erregende (exzitatorische, EPSP) und hemmende (inhibitorische, IPSP). Prinzipiell findet eine Potential-Summation nach den Gesetzen der elektrotonischen Ausbreitung von Potenzialänderungen an jeder Stelle der Zelle statt. Doch die meisten Nervenzellen sind an der Membran von Zellkörper (Soma) und Dendriten weniger erregbar, das Schwellenpotential liegt höher. Ihr Neurit ist dagegen leichter erregbar, sodass am Ursprung des Neuriten, dem Ursprungskegel oder Axonhügel, in der Regel zuerst Aktionspotenziale ausgelöst werden und somit Potentialdifferenzen hier integriert werden. Aufgrund der relativ hohen Dichte an Natrium-Ionenkanälen im Bereich des Axonhügels entscheidet die Summation von Potenzialänderungen also an dieser Stelle, ob aus den lokalen synaptischen Potenzialen eine fortgeleitete Erregung wird.
Retrograde Weiterleitung
Dennoch ist es möglich, dass vom Axonhügel aus auch eine dann retrograd genannte Leitung des gebildeten Aktionspotenzials über das Soma und zu Dendriten erfolgt. Die retrograde Leitung der Aktionspotenziale in den Dendritenbaum spielt bei plastischen Veränderungen von Synapsen eine Rolle.